# Parascytoleptus
Parascytoleptus is een geslacht van kreeftachtigen uit de klasse van de Malacostraca (hogere kreeftachtigen).

## Soorten
- Parascytoleptus papua Poore & Collins, 2010
- Parascytoleptus tridens (Rathbun, 1906)